# Kupa (dopływ Lėvuo)
Kupa – niewielka rzeka na Litwie, dopływ Lėvuo. Płynie przez miasto Kupiszki.
W okolicach rzeki w okresie II wojny światowej działało getto i więzienie przeznaczone dla Żydów.